# Armadilloniscus ninae
Armadilloniscus ninae là một loài chân đều trong họ Detonidae. Loài này được Schultz miêu tả khoa học năm 1984.